# Éditions Montparnasse
Les Éditions Montparnasse sont une maison d'édition vidéographique créée en 1988 par deux journalistes, Renaud Delourme et Frédéric Laurent.

## Histoire
En juillet 1997, le film Microcosmos : Le Peuple de l'herbe est édité en DVD par les éditions Montparnasse. Cela constitue avec Les Enfants de Lumière la première commercialisation en Europe de film en DVD.

## Documentaires
- La possibilité d'être humain de Thierry Kruger et Pablo Girault
- De Nuremberg à Nuremberg de Frédéric Rossif et Philippe Meyer
- Palettes d'Alain Jaubert
- Massoud l’Afghan de Christophe de Ponfilly
- Les groupes Medvedkine
- S21, la machine de mort khmère rouge de Rithy Panh
- Cocorico Monsieur Poulet de Jean Rouch
- Mourir ? Plutôt crever ! de Stéphane Mercurio
- J'ai (très) mal au travail de Jean-Michel Carré.
- Les médicamenteurs de Brigitte Rossigneux (adaptation d'un livre de Stéphane Horel)
- Sous les pavés, la terre de Thierry Kruger et Pablo Girault
- Être Psy vol.1 de Daniel Friedmann
- Être Psy vol.2 de Daniel Friedmann
- Ces fromages qu'on assassine de Joël Santoni
- La Danse, le ballet de l'opéra de Frederick Wiseman
- La Stratégie du choc de Naomi Klein
- Solutions locales pour un désordre global de Coline Serreau
- Un coupable idéal de Jean-Xavier de Lestrade
- The Staircase de Jean-Xavier de Lestrade
- Tzedek - Les Justes de Marek Halter
- L'Amérique en guerre de Frank Capra, John Ford, John Huston, William Wyler, John Sturges, George Stevens, Joris Ivens et Anatole Litvak

## Films contemporains
- Valse avec Bachir d'Ari Folman
- Katyn d'Andrzej Wajda
- Close-up d'Abbas Kiarostami
- 12 de Nikita Mikhalkov
- Welcome in Vienna d'Axel Corti
- Minuscule : La Vallée des fourmis perdues de Thomas Szabo et Hélène Giraud

## Films classiques
- Drôle de drame de Marcel Carné
- La Règle du jeu de Jean Renoir
- Citizen Kane d'Orson Welles
- Soupçons d'Alfred Hitchcock
- King Kong d'Ernest B. Schoedsack et Merian C. Cooper
- La Charge héroïque de John Ford
- Un si doux visage d'Otto Preminger
- L'Avventura de Michelangelo Antonioni
- Guerre et paix de Serge Bondartchouk
- Au seuil de la vie d'Ingmar Bergman
- La Mort en ce jardin de Luis Bunuel
- L'Éventail de Lady Windermere d'Ernst Lubitsch
- Le cinéma de Max Linder
- Viva la muerte de Fernando Arrabal

## Séries télévisées
- Minuscule saison 1 de Thomas Szabo et Hélène Giraud
- Minuscule saison 2 de Thomas Szabo et Hélène Giraud
- Blanche de Loredana Middione
- Les Enquêtes de Geleuil & Lebon de Raymond Maric Diego Zamora et Xavier Picard
- A Young Doctor's Notebook d'Alex Hardcastle
- La Gifle (The Slap) de Jessica Hobbs
- Burning Bush d'Agnieszka Holland
- The Fear de Michael Samuels